# Cladonia symphycarpa
Cladonia symphycarpa (Flörke) Fr. (1826), è una specie di lichene appartenente al genere Cladonia, dell'ordine Lecanorales.
Il nome proprio deriva dal greco σὺμφυσις, cioè symphysis, che significa che crescono insieme, vicini, e dal greco κάρπος, cioè kàrpos, che significa frutto, ad indicare che i soredi fruttificano in gruppo sugli apoteci.

## Caratteristiche fisiche
Il sistema di riproduzione è principalmente sessuale. Il fotobionte è principalmente un'alga verde delle Trentepohlia.

## Habitat
Frequente nelle vallette nivali e nei pascoli alpini; poco frequente nei firmeti; abbastanza frequente negli elineti.
Si adatta soprattutto a climi di tipo olartico. Rinvenuta su suoli calcarei in pascoli asciutti o sulla faccia superiore esposta al sole dei massi calcarei; certamente diffuso in varie regioni dell'Italia meridionale anche se finora non rinvenuto. Predilige un pH del substrato intermedio fra subneutro e basico fino a basico puro. Il bisogno di umidità è xerofitico.

## Località di ritrovamento
La specie è stata rinvenuta nelle seguenti località:
- USA (Alaska, Colorado, Indiana, Iowa, Missouri, Texas, Alabama, Nebraska, Distretto di Columbia, Virginia Occidentale, Michigan, Utah);
- Canada (Yukon, Ontario, Alberta, Québec (provincia));
- Germania (Baviera, Renania-Palatinato, Renania Settentrionale-Vestfalia, Sassonia, Turingia, Baden-Württemberg, Brandeburgo, Meclemburgo, Niedersachsen, Sassonia-Anhalt, Essen, Schleswig-Holstein);
- Spagna (Aragona, Castiglia);
- Austria (Salisburgo, Steiermark);
- Cina (Xinjiang);
- Iran (Mazandaran);
- Argentina, Cile, Danimarca, Groenlandia, Islanda, Isole Svalbard, Lituania, Lussemburgo, Norvegia, Paesi Bassi, Polonia, Repubblica Ceca, Romania, Svezia, Tunisia.

In Italia questa specie di Cladonia è alquanto comune:
- Trentino-Alto Adige, da piuttosto comune nelle valli a rara sui monti
- Val d'Aosta, da piuttosto comune nelle valli a rara sui monti
- Piemonte, da piuttosto comune nelle valli a rara sui monti
- Lombardia, da piuttosto comune nelle valli a rara sui monti
- Veneto, da piuttosto comune a rara nelle zone montane di confine col Trentino, non rinvenuta altrove
- Friuli, da piuttosto comune a rara nelle zone montane di confine col Veneto e con la Slovenia, non rinvenuta altrove
- Emilia-Romagna, piuttosto comune nelle zone appenniniche, non rinvenuta altrove
- Liguria, piuttosto rara in tutta la regione
- Toscana, da rara nelle zone interne a molto rara su quelle litoranee
- Umbria, rara in tutta la regione
- Marche, piuttosto comune in tutta la regione
- Lazio, da rara nelle zone interne a molto rara su quelle litoranee
- Abruzzi, piuttosto comune in tutta la regione, tranne alcune zone montane interne dove è rara
- Molise, piuttosto comune in tutta la regione
- Campania, da piuttosto comune nelle zone interne a molto rara su quelle litoranee
- Puglia, piuttosto comune in tutta la regione tranne il foggiano e il leccese dove è piuttosto rara
- Basilicata, non è stata rinvenuta
- Calabria, non è stata rinvenuta
- Sicilia, non è stata rinvenuta
- Sardegna, non è stata rinvenuta.[4]

## Tassonomia
Questa specie è attualmente attribuita alla sezione Helopodium; a tutto il 2008 non sono state identificate forme, sottospecie e varietà.